# Laurence-Olivier-Statue

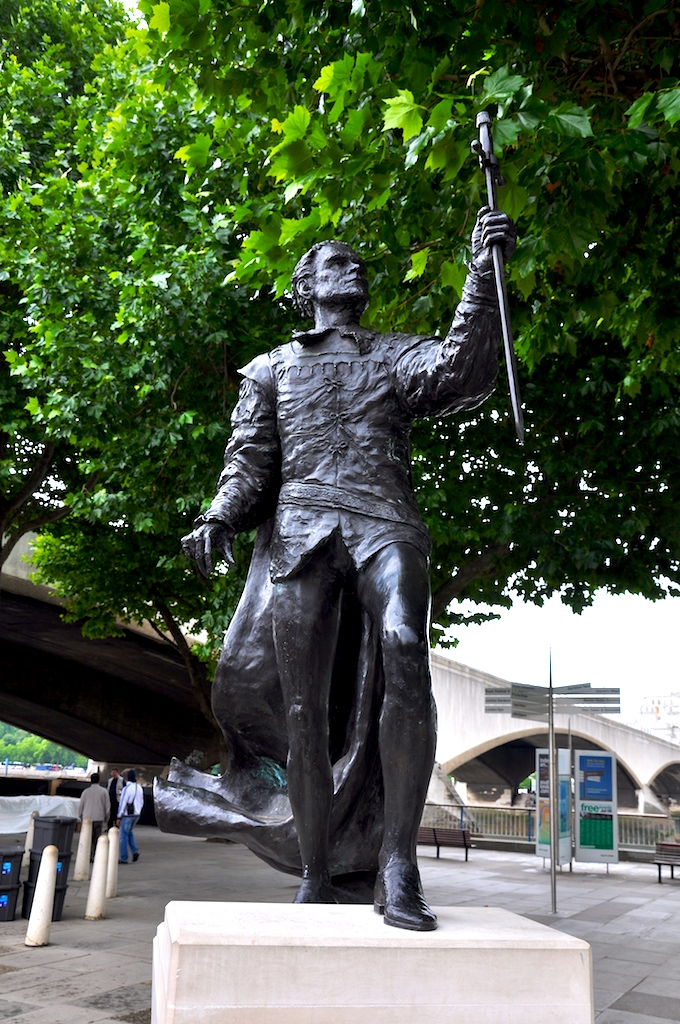
Laurence-Olivier-Statue

Die Laurence-Olivier-Statue des britischen Schauspielers Laurence Olivier (1907–1989) befindet sich im Londoner Bezirk South Bank.

## Geschichte
Am 23. September 2007, im hundertsten Geburtsjahr Laurence Oliviers, wurde vor dem Royal National Theatre eine Statue des mehrfachen Oscarpreisträgers im Beisein seiner Witwe Lady Olivier (besser bekannt als Joan Plowright) und weiterer Ehrengäste enthüllt. Laurence Olivier war der erste Direktor dieses Theaters. Festreden wurden vom Vorsitzenden des Nationaltheaters Hayden Phillips, Laurence Olivier's Sohn Tarquin sowie von Richard  Attenborough gehalten.

## Beschreibung
Die lebensgroße von der Bildhauerin Angela Conner geschaffene Statue aus Bronze zeigt Olivier in der Rolle des Hamlet. In der vorgestreckten linken Hand hält er ein Schwert, das er an der Klinge fasst. Montiert ist die Statue auf einem etwa 1,5 Meter hohen Marmor-Sockel. Eine kleine Messing-Plakette unter der Statue ist mit Laurence Olivier as Hamlet by Conner beschrieben. Eine größere Messing-Plakette enthält die Inschrift: Laurence Olivier O.M. / Actor / 1907 – 1989 / Baron Olivier of Brighton / Founding Director of the National Theatre / 1963 – 1973. Es folgen die Namen von Personen, die durch Spenden zur Verwirklichung des Denkmals beigetragen hatten.